# 崙子頂 (臺南市新化區)
崙子頂，原寫為崙仔頂，是臺灣臺南市新化區的一個傳統地域名稱，位於該區西南部。相較於今日行政區，其範圍大致包括崙頂里不含西北部及東端、全興里西南部邊界地帶中段及東側一小段，以及永康區的西勢里東北部。
本地區境內主要聚落為崙仔頂、英仔甲。

## 歷史
台灣日治初期，崙子頂地區為一街庄，稱為「崙仔頂庄」（舊制街庄），隸屬於廣儲西里。該庄昔日北及東北與竹仔腳庄為鄰，東南與頂山腳庄為鄰，南邊及西邊為西勢庄。
1901年（日治明治三十四年）11月11日，全台廢縣廳改設二十廳，該庄隸屬於臺南廳。1904年（明治三十七年）3月31日，該庄編入「廣儲區」，隸屬於臺南廳。1909年（明治四十二年）10月25日，全台合併二十廳為十二廳，廣儲區仍隸屬於臺南廳。1920年（大正九年）10月1日，全台地方制度大改正，廢十二廳改設五州二廳，該庄改制並雅化為「崙子頂」大字，隸屬於臺南州新化郡新化街（新制街庄）。
戰後新化街改制為新化鎮，隸屬於臺南縣，大字亦改制為里。1950年（民國39年）10月25日，雲、嘉、南分治，新化鎮仍隸屬於臺南縣。2010年（民國99年）12月25日，臺南縣、市合併為直轄臺南市，新化鎮改制為新化區。

## 聚落
本地區發展較早的聚落為崙仔頂、英仔甲，在日治初期的官方地圖上已有記載。

## 交通
省道台39線又稱「高鐵橋下道路臺南段」，是新市（實際起點在洋子）至阿蓮的幹道，經過本地區中部。由該道路北行可前往洋子地區西部，並止於省道台20線路口； 南行可前往永康區東端、歸仁區、高雄市阿蓮區，並止於崙子頂地區的省道台28線路口。
市道180甲線是大灣至新化的道路，經過本地區崙仔頂聚落。由該道路西南行可前往永康區南部，並止於大灣地區的市道180號路口；東北行可前往新化市區西部邊界外緣，並止於中山路路口。